# هلموت کراوینکلر
هلموت کراوینکلر (انگلیسی: Helmut Krawinkler; ۶ آوریل ۱۹۴۰ – ۱۶ آوریل ۲۰۱۲) دانشمند در زمینه مهندسی زمین‌لرزه اهل ایالات متحده آمریکا بود.
وی همچنین برندهٔ جوایزی همچون برنامه فولبرایت شده‌است.